# Moritz Bleibtreu

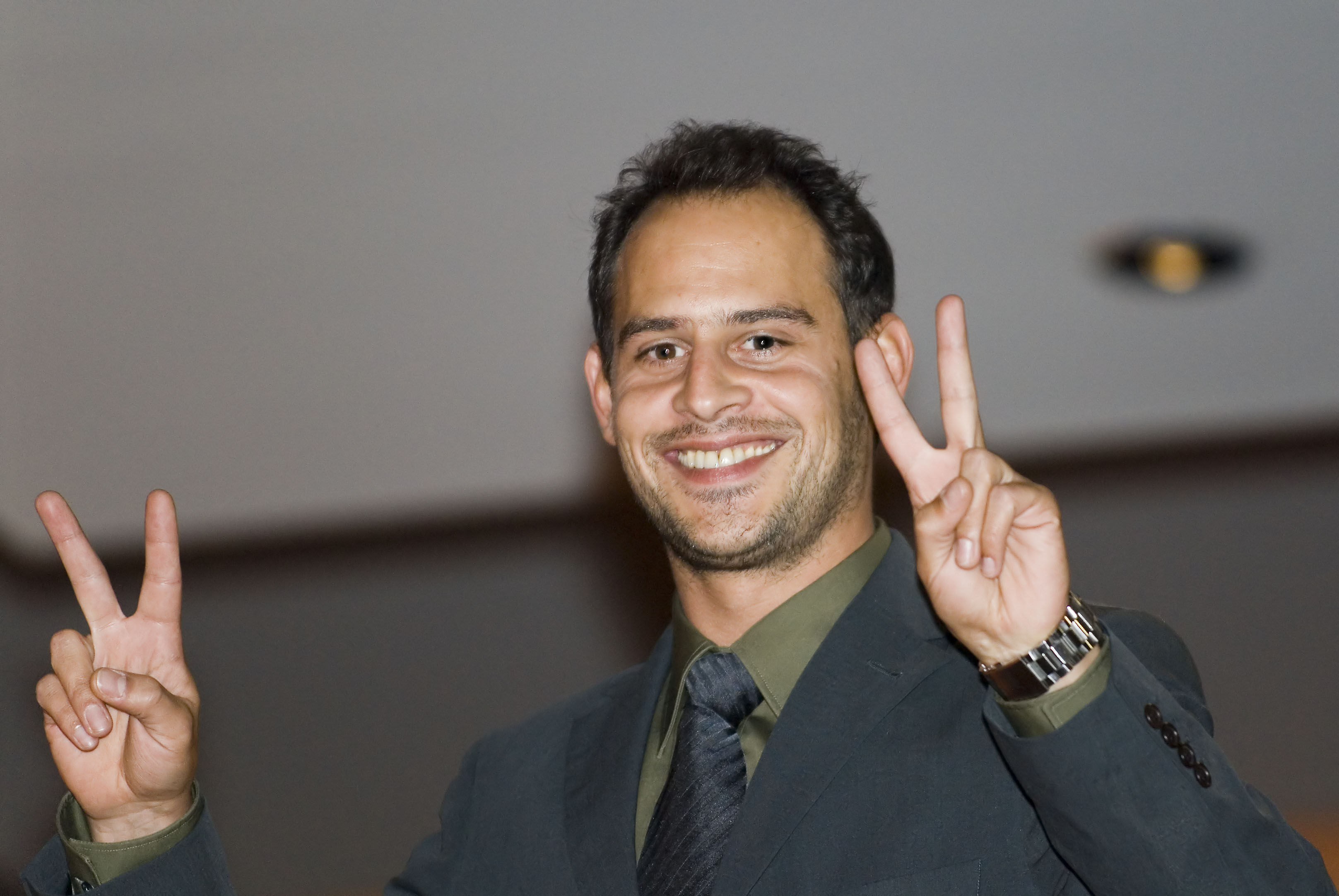
Moritz Bleibtreu, 2007

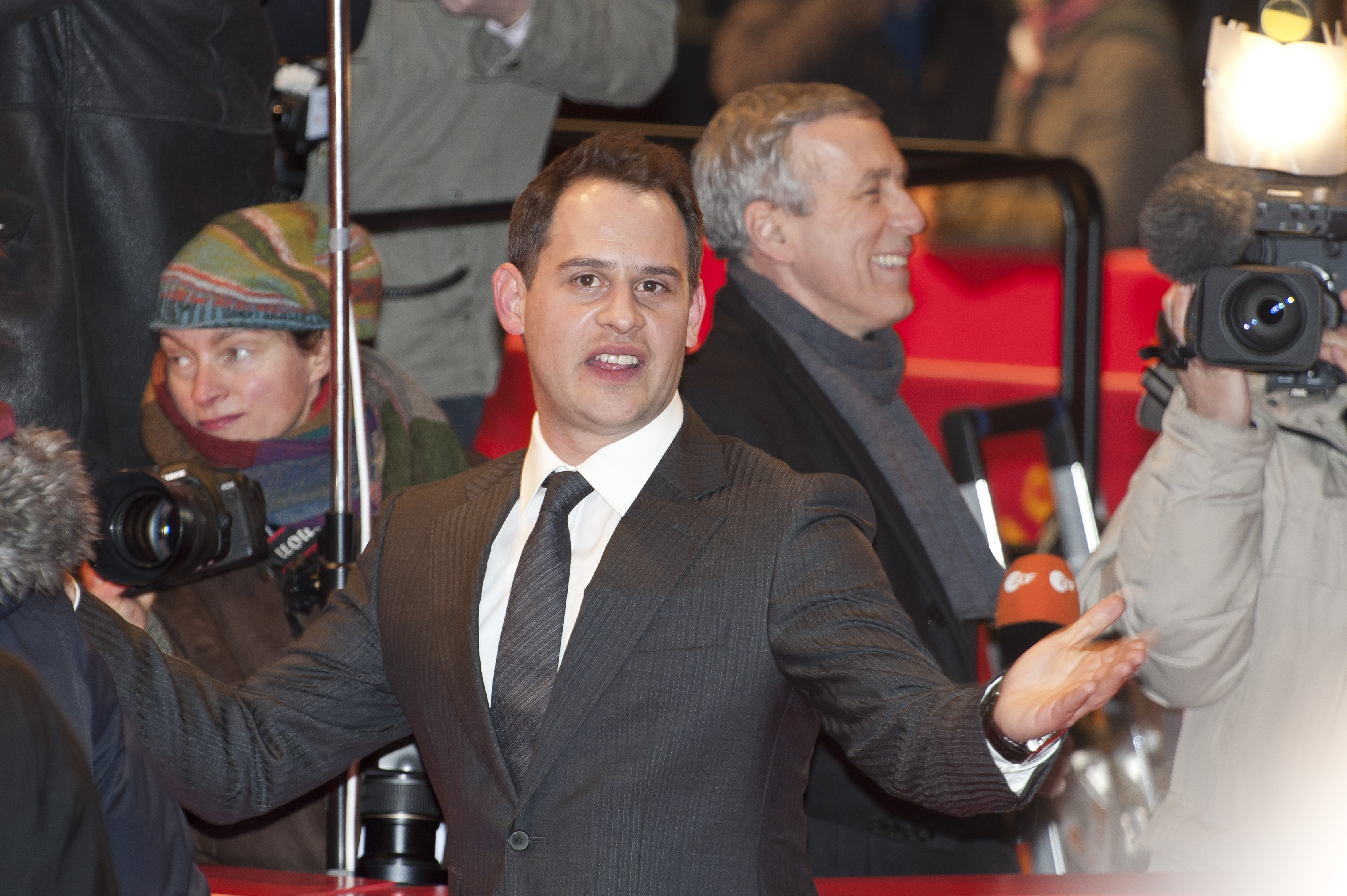
Moritz Bleibtreu na Berlin Film Festival 2010

Moritz Johann Bleibtreu, bardziej znany jako Moritz Bleibtreu (ur. 13 sierpnia 1971 w Monachium) – niemiecki aktor filmowy, teatralny i telewizyjny.

## Życiorys

### Wczesne lata
Urodził się w Monachium jako syn austriackiej pary aktorskiej Hansa Brennera (1938–1998) i Moniki Bleibtreu (1944–2009). Jego praprababka ze strony matki, Hedwiga Bleibtreu, była słynną wiedeńską aktorką. Kiedy Moritz miał dwa lata, jego ojciec opuścił rodzinę, a matka przeniosła się do Hamburga.
Mając sześć lat zadebiutował na scenie i pojawił się po raz pierwszy na małym ekranie w serialu ZDF Nowości z Uhlenbusch (Neues aus Uhlenbusch, 1977). Trzy lata później wystąpił w kinowym filmie familijnym Mam marzenie (Ich hatte einen Traum, 1980). Na planie biograficznego miniserialu o Schubercie Nokturn (Mit meinen heißen Tränen, 1986) spotkał się z Danielem Olbrychskim, Wojciechem Pszoniakiem i Mają Komorowską. Biegle mówi po angielsku, francusku i włosku.
W 1988 roku, w wieku siedemnastu lat przeniósł się do Paryża, gdzie dorabiał jako niania oraz studiował aktorstwo. Uczęszczał także na prywatne lekcje aktorstwa w Rzymie oraz poznawał tajniki aktorstwa w nowojorskim Herbert Berghof Studio.

### Kariera
Występował m.in. w sztukach szekspirowskich Romeo i Julia na scenie Hamburg Schauspielhausa oraz Ryszard III w Teatrze Thalia.
Po występie w dramacie Po prostu miłość (Einfach nur Liebe, 1994) u boku Benno Fürmanna i komedii Kabel i miłość (Kabel und Liebe, 1995), został dostrzeżony w komedii romantycznej Rozmowa miasta (Stadtgespräch, 1995) jako gej Karl oraz komediodramacie sensacyjno-kryminalnym Pukając do nieba bram (Knocking On Heavens Door, 1997) u boku Tila Schweigera w roli Araba Abdula, za którą został uhonorowany nagrodą im. Ernsta Lubitscha i Niemiecką Nagrodę Filmową. Powszechne uznanie zdobył jako Manni, chłopak tytułowej bohaterki (Franka Potente) w melodramacie kryminalnym Biegnij Lola, biegnij (Lola rennt, 1998).
Kreacja Tareka Fahda/więźnia nr 77 w thrillerze Eksperyment (Das Experiment, 2001) przyniosła mu Niemiecką Nagrodę Filmową i nagrodę Złotej Spacji na festiwalu filmowym w Seattle. W dramacie Stevena Spielberga Monachium (Munich, 2005) wcielił się w postać Andreasa. Za rolę Bruno, maniaka seksualnego w melodramacie Cząstki elementarne (Elementarteilchen, 2005) otrzymał nagrodę Srebrnego Niedźwiedzia na festiwalu filmowym w Berlinie.

### Życie prywatne
Spotykał się z Anniką i aktorką Alexandrą Marią Larą. Obecnie jest związany z Clarice de Castro.

## Filmografia
- 1994: Po prostu miłość (Einfach nur Liebe) jako Yüksel
- 1997: Pukając do nieba bram (Knocking On Heavens Door) jako Arab Abdul
- 1998: Biegnij Lola, biegnij (Lola rennt) jako Manni
- 1999: Luna Papa jako Nasreddin
- 2000: W lipcu (Im Juli) jako Daniel
- 2001: Eksperyment (Das Experiment) jako Tarek Fahd/Więzień nr 77
- 2001: Sztuka wyboru (Taking Sides) jako Porucznik David Wills
- 2001: Sekret (The Invisible Circus) jako Eric
- 2002: Solino(inne języki) jako Giancarlo
- 2005: Cząstki elementarne (Elementarteilchen) jako Bruno
- 2005: Monachium (Munich) jako Andreas
- 2007: Facet do towarzystwa (The Walker) jako Emek Yoglu
- 2007: Farma skowronków jako Yousuf
- 2007: Free Rainer - reclaim your brain jako Rainer
- 2008: Der Baader Meinhof Komplex jako Andreas Baader
- 2009: Soul Kitchen jako Illias Kazantsakis
- 2010: Zeiten ändern dich

## Nagrody
- Nagroda na MFF w Berlinie Bruno w melodramacie Cząstki elementarne